# 灵与肉
《灵与肉》（英語：Flesh and the Devil）是一部1926年的美国无声爱情电影，由克拉伦斯·布朗导演，葛丽泰·嘉宝与约翰·吉尔伯特主演。本片改编自赫尔曼·苏德曼的剧作《The Undying Past》。2006年，本片因其在“文化、历史和审美方面的显著成就”，被美国国会图书馆列入国家电影登记部下属的国家电影保存委员会保护电影名单。